# Арчибальд, Энн
Энн Арчибальд (англ. Anne Archibald, род. 1976) — канадский астроном, известна своими наблюдениями за пульсарами и как одна из разработчиков SciPy, научной библиотеки для языка программирования Python. Она старший преподаватель астрономии в Ньюкаслском университете в Великобритании.

## Образование и карьера
Арчибальд изучала математику в Университете Уотерлу, включая стажировки, связанные с компьютерной графикой и анализом изображений радиолокационных данных. Получив степень магистра чистой математики в Университете Макгилла, она стала докторантом астрофизика Виктории Каспи в Макгиллском университете и получила премию Сесилии Пейн-Гапошкин за докторскую диссертацию в области астрофизики Американского физического общества и медаль Дж.С. Пласкетта Канадского астрономического общества за её докторскую диссертацию 2013 года «Конец аккреции: рентгеновский бинарный/миллисекундный переходный объект пульсара PSR J1023+0038».
После постдокторских исследований в ASTRON, а затем в Астрономическом институте Антона Паннекука в Нидерландах и при поддержке стипендии Veni Нидерландской организации научных исследований она стала старшим преподавателем в Университете Ньюкасла в 2019 году.